# Karitász (keresztnév)
A Karitász latin eredetű női név, jelentése: felebaráti szeretet, emberszeretet.

## Gyakorisága
Az 1990-es években szórványos név, a 2000-es években nem szerepel a 100 leggyakoribb női név között.

## Névnapok
- július 3.[2]
- július 4.[2]